# يان ماك
يان ماك (بالهولندية: Jan Mak)‏ هو لاعب كرة قدم ومدرب كرة قدم هولندي، ولد في 21 يونيو 1945 في فوربورخ في هولندا. شارك مع منتخب سيشل لكرة القدم.

## وصلات خارجية
- يان ماك على موقع قاعدة بيانات كرة القدم.إي يو (الإنجليزية)
- يان ماك على موقع عالم كرة القدم.نت (الإنجليزية)